# Castel Guelfo
Il Castel Guelfo o Castel Welfenstein (in tedesco Burg Welfenstein) è un castello che si trova a nord del centro abitato di Mules, nel comune di Campo di Trens, in Alto Adige.

## Storia

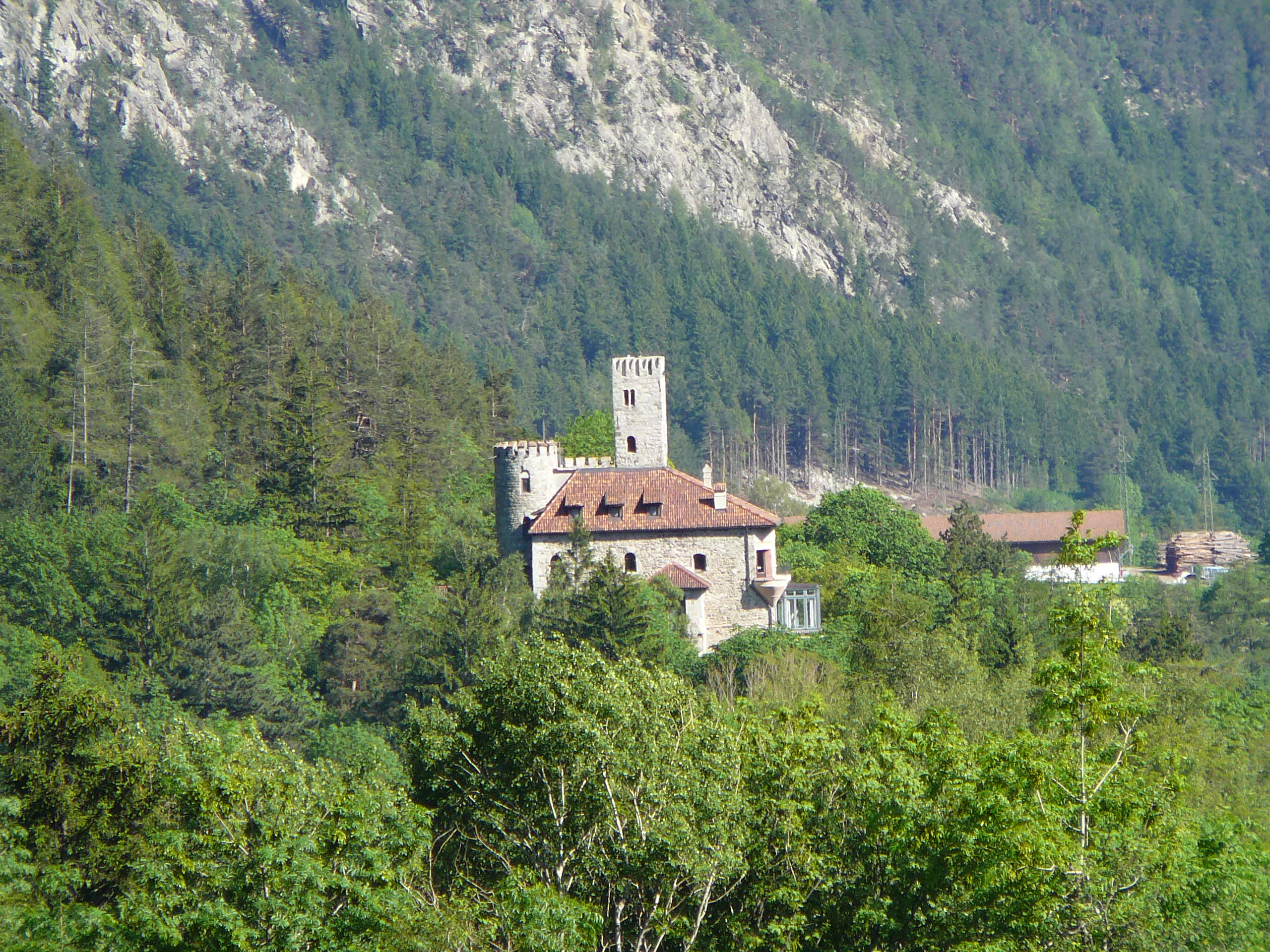
Una vista panoramica del castello

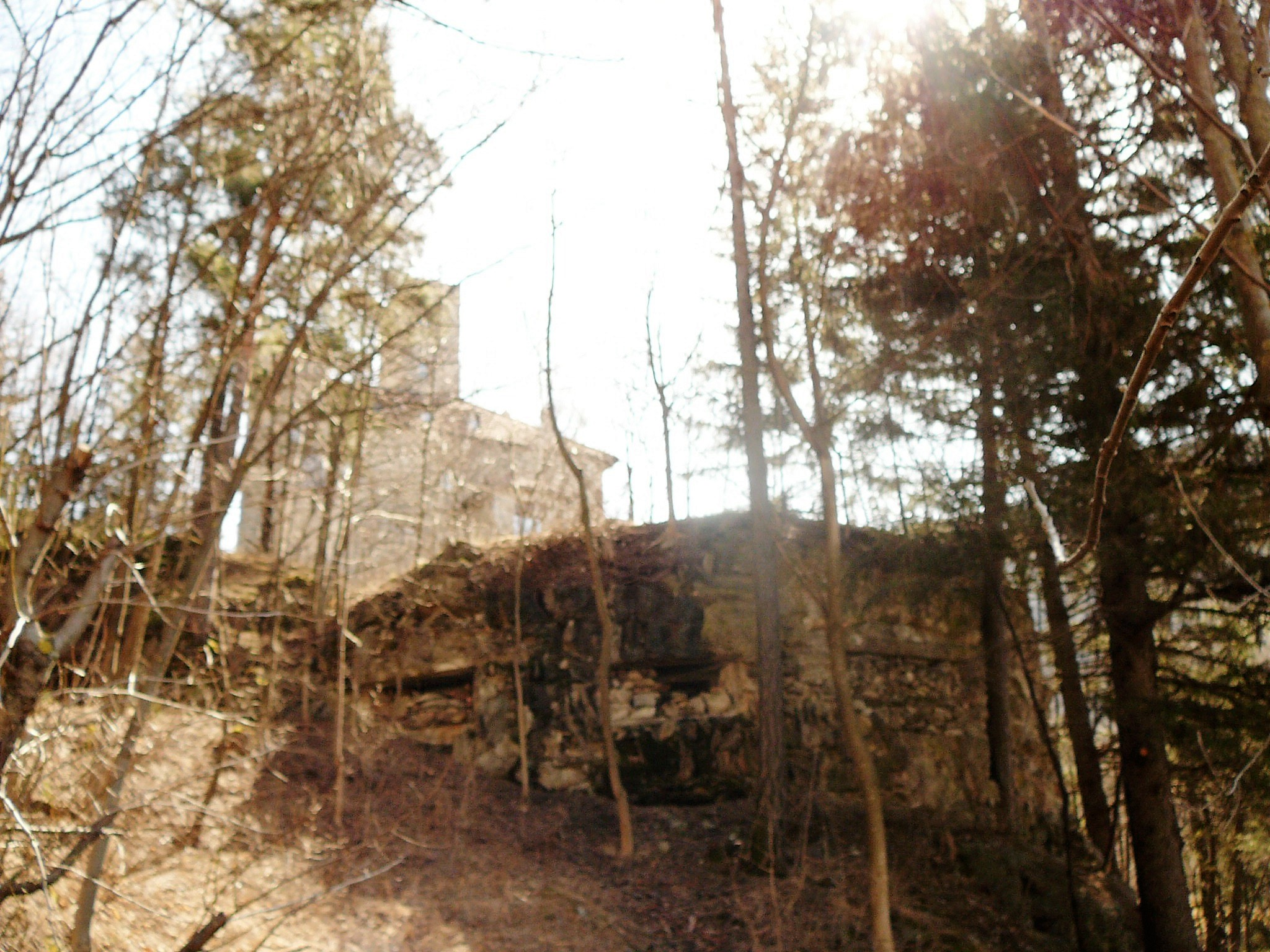
Il castello, con in primo piano un bunker dello sbarramento di Mules

Il castello, eretto nel XIII secolo, si erge sopra una roccia a ridosso del fiume Isarco, in una posizione ideale per controllare il traffico locale e per il pagamento delle gabelle.
Per ben due diverse volte il castello, caduto in rovina, fu ricostruito, fino a quando nel 1880, esso fu acquistato come residenza privata dal pittore Edgar Meyer.
Nel 1918 il castello fu distrutto da un incendio, perdendo anche una preziosa collezione d'arte, ma venne poi ricostruito dal nipote del primo acquirente.
Attualmente il castello è di proprietà privata della famiglia Eicke.

## Curiosità
Sulle pendici a nord del castello, presso il fiume Isarco, sorge un bunker dello sbarramento di Mules (opera 1). Anche dall'altra parte della strada, sopra la roccia, ve ne è un altro (opera 4).